# Chromadorella ariminiensis
Chromadorella ariminiensis är en rundmaskart som först beskrevs av Gerlach 1953.  Chromadorella ariminiensis ingår i släktet Chromadorella och familjen Chromadoridae. Inga underarter finns listade i Catalogue of Life.